# Kasahara Makoto
Makoto Kasahara (sinh ngày 6 tháng 7 năm 1981) là một cầu thủ bóng đá người Nhật Bản.

## Sự nghiệp câu lạc bộ
Makoto Kasahara đã từng chơi cho Montedio Yamagata.